# Baryton (stråkinstrument)

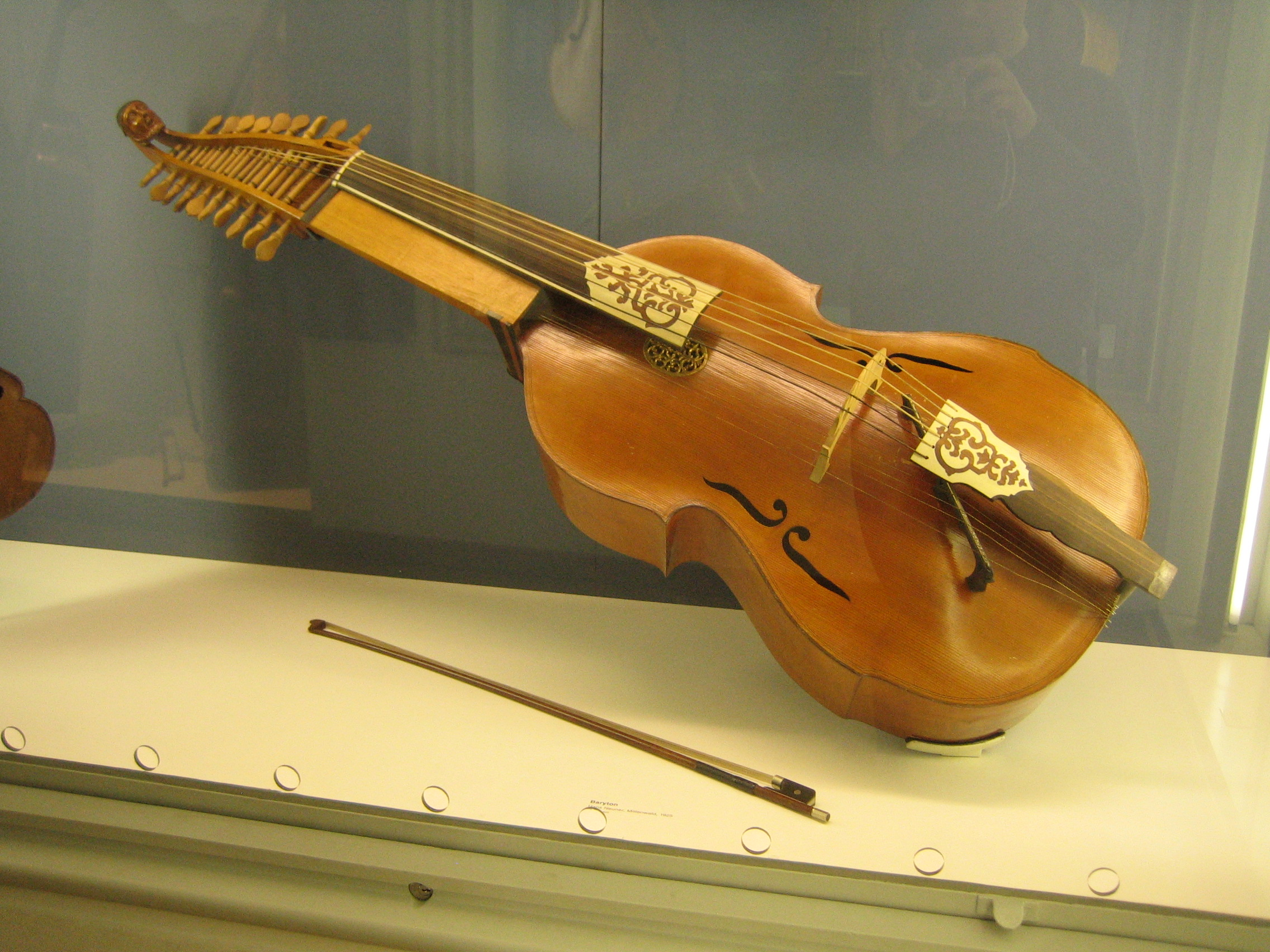
En baryton

Baryton är ett stråkinstrument som liknar gamban. Kallas ofta Viola di bordone.
Baryton var populärast under 1700-talet.